# Bernhard von Breidenbach
Bernhard von Breidenbach spesso citato anche come Breydenbach (1440 circa – Magonza, 5 maggio 1497) è stato un presbitero e diplomatico tedesco dell'arcidiocesi di Magonza.
È conosciuto come l'autore di un diario di viaggio in Terra santa e del primo libro sulle erbe medicinali pubblicato in tedesco.

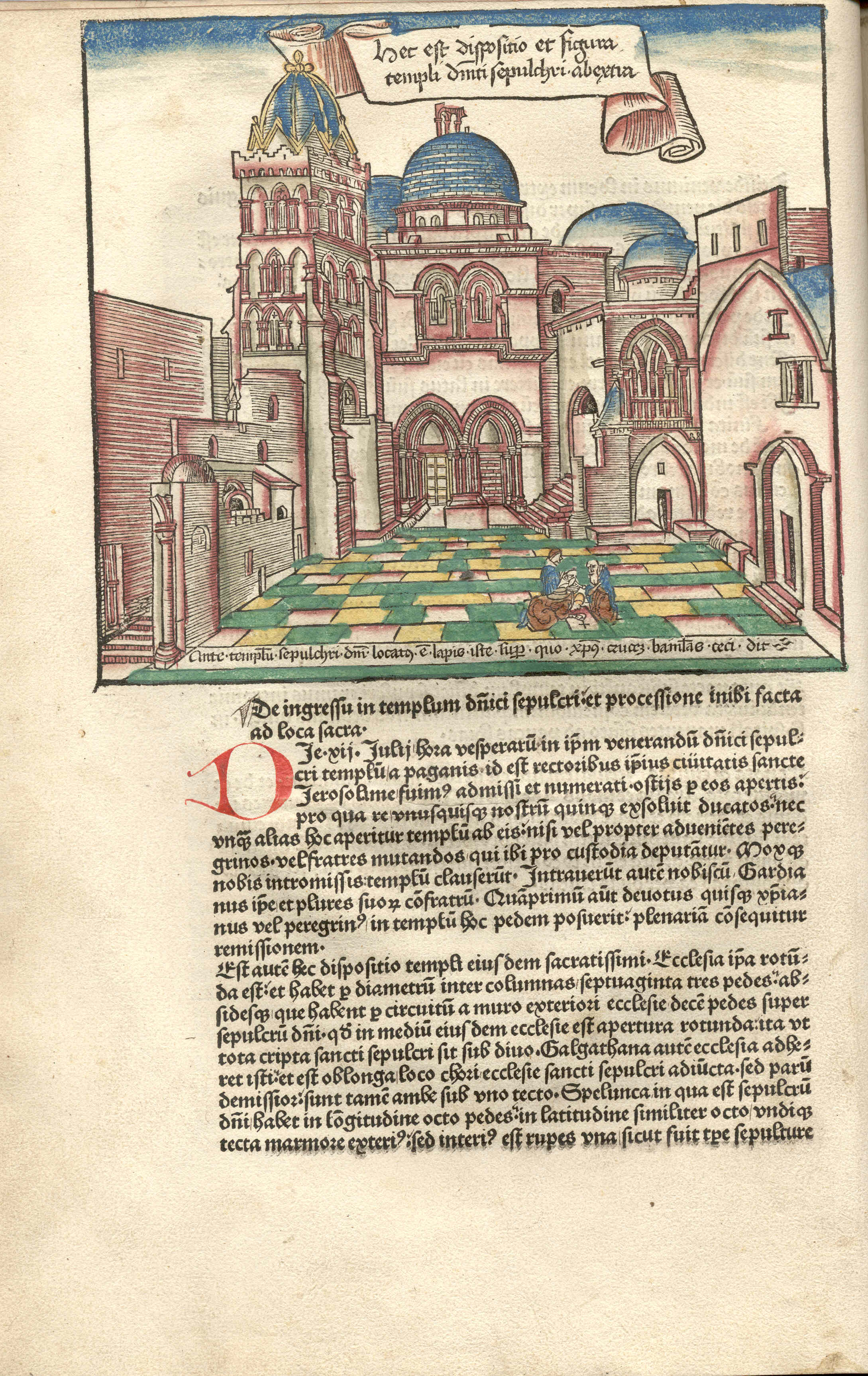
Illustrazione del Santo Sepolcro di Gerusalemme dalla prima edizione latina del diario di viaggio del 1486

Il suo cognome viene scritto in modo diverso. Mentre l'ortografia nel lessico dell'autore e nel lessico medievale corrisponde a quella della famiglia dei baroni von Breidenbach zu Breidenstein, che esiste ancora oggi, Breydenbach si è affermato nella ricerca sugli incunaboli.

## Biografia
Bernhard von Breidenbach era un rampollo della dinastia dei cavalieri dell'Assia, di quei von Breidenbach che avevano il loro quartier generale a Breidenbach (oggi distretto di Marburg-Biedenkopf). I suoi genitori erano Gerlach von Breidenbach il Giovane († 1459) e la contessa Lysa von Wied.
Già nel 1450 Bernhard - all'età di dieci anni - entrò nel Duomo di Magonza come canonico e ricevette la sua prima formazione presso la scuola del monastero della cattedrale locale. Nel 1456 si iscrisse all'Università di Erfurt, a cui allora apparteneva l'elettorato di Magonza. Lì conseguì un dottorato in giurisprudenza.
Nel 1471 firmò gli statuti della biblioteca della cattedrale di Magonza. Fino alla sua morte, nel 1497, fu membro del capitolo della cattedrale e ricoprì altri importanti incarichi. Divenne ufficiale giudiziario del capitolo della cattedrale di Magonza a Bingen, protonotario apostolico, canonico del monastero cavalleresco di St. Alban e dei monasteri collegiali di San Viktor e Liebfrauen, nonché canonico del monastero collegiale di San Pietro e Alessandro ad Aschaffenburg. Come tesoriere dell'arcivescovo Diether von Isenburg, dal 1477 diresse il tribunale civile della città di Magonza.
L'arcivescovo Diether fondò l'Università Johannes Gutenberg di Magonza nello stesso anno,  completamente sotto l'influenza spirituale, poiché il mantenimento dei professori era garantito dalle prebende e quindi solo i chierici erano idonei a queste posizioni. Come membro dell'influente capitolo della cattedrale e alto funzionario dell'amministrazione elettorale della città, Breidenbach era in stretto contatto e vivo scambio con l'università. Nel febbraio 1479 prese parte al processo di inquisizione contro Johann Ruchrat von Oberwesel. La corte chiese al professore universitario di Erfurt, ed ex prete della cattedrale, di revocare le sue "false dottrine" dirette contro l'indulgenza.

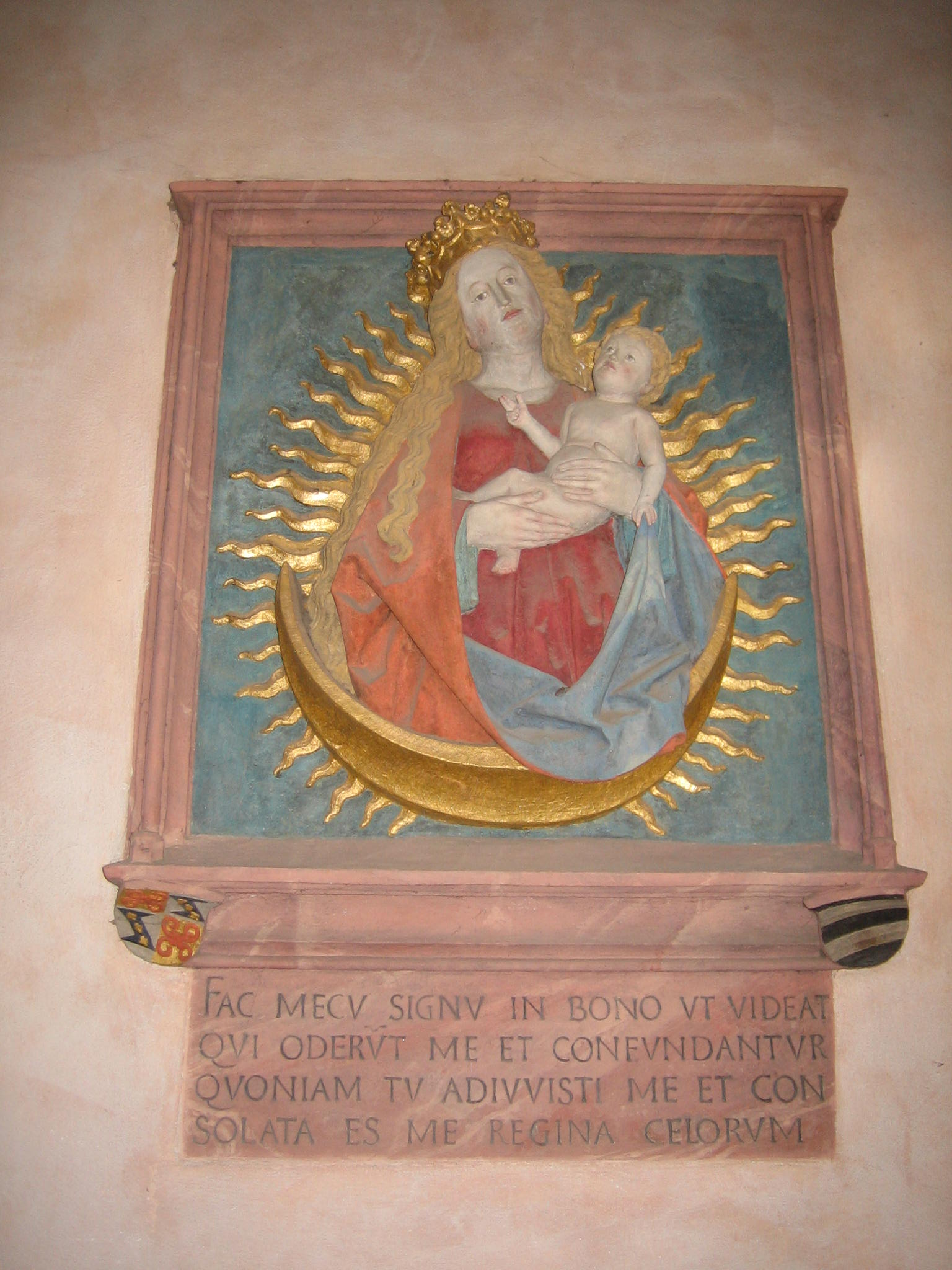
Madonna dei Palestinesi nel chiostro del monastero della cattedrale di Magonza

Breidenbach si recò in pellegrinaggio a Gerusalemme con il conte Johann zu Solms e il cavaliere Philipp von Bicken e da lì al Monte Sinai e trascorse la maggior parte del 1483 e l'inizio del 1484 in viaggio. La relazione del pellegrino, stampata a Magonza nel 1486, è ornata da una splendida incisione su legno con gli stemmi dei tre nobili sul risguardo.
Nel 1483, insieme al conte Johann zu Solms, a Philipp von Bicken, al barone Truchsess von Waldburg, ad Hans Werli von Zimber (Zimmern), a Heinrich von Staffel, a Bernhard von Rechberg, Bernhard von Breidenbach era divenuto Cavaliere dell'Ordine equestre del Santo Sepolcro di Gerusalemme.
Il conte zu Solms morì sulla via del ritorno e, nel 1484, Breidenbach, insieme al cavaliere Philipp von Bicken, donò alla Mainzer Liebfrauenkirche una “Madonna dei Cavalieri della Palestina”, raffigurata come La donna e il drago, per il suo felice ritorno. Il ritorno di Breidenbach avvenne prima della fine di aprile del 1484. Nello stesso mese il conte Ludwig von Hanau-Lichtenberg partì per Gerusalemme, con un itinerario di viaggio scritto da Breidenbach, una vera "guida di viaggio".
Bernhard von Breidenbach pubblicò le sue esperienze di viaggio in un libro stampato dal titolo Peregrinatio in terram sanctam. Il domenicano di Pforzheim, Martin Rad, preparò il suo diario di viaggio, che conteneva anche informazioni sul significato del vocabolario arabo. Il diario di viaggio illustrato fu pubblicato prima in latino e poi in tedesco nel 1486 da Erhard Reuwich a Magonza, che già nel maggio 1484 aveva pubblicato "Mr. Bernharts meler und snytzer". Seguirono numerose altre edizioni e alcune edizioni del diario di viaggio sono conservate nella biblioteca Martinus.
Il medico personale dell'arcivescovo gli chiese di compilare un libro sulle erbe medicinali (Herbarium). Questo venne pubblicato il 28 marzo 1485 da Peter Schöffer con il titolo Gart der Gesundheit e fu il primo libro sulle erbe medicinali stampato in tedesco. Le 381 xilografie in esso contenute sono presumibilmente di Erhard Reuwich, probabilmente l'illustratore di libri più importante del suo tempo nell'area del Reno-Meno.
In entrambi i libri le rappresentazioni sono tratte dalla natura e non si ripetono - come spesso accadeva allora - nelle rappresentazioni tradizionali e talvolta errate dei manoscritti.
Sia il resoconto del pellegrinaggio che il libro sulle erbe medicinali vennero stampati in tedesco, a dimostrazione dell'atteggiamento cosmopolita del canonico, che in questo modo evase la censura dettata dal suo vescovo. Lo stesso Breidenbach commentò questo fatto nella sua dedica all'edizione in tedesco del libro di viaggio. Non si opponeva alla stampa in volgare in generale, ma piuttosto si rammaricava della perdita di qualità che derivava dal fatto che ora tutti potevano scrivere e stampare. A questo proposito, le sue stampe in lingua tedesca sono intese come contributo pedagogico all'educazione generale dei lettori di lingua tedesca e forse anche come modello per altri libri in tedesco. Con le sue due opere, diede due importanti contributi alla storia dei libri e alla storia della letteratura del tardo Medioevo.

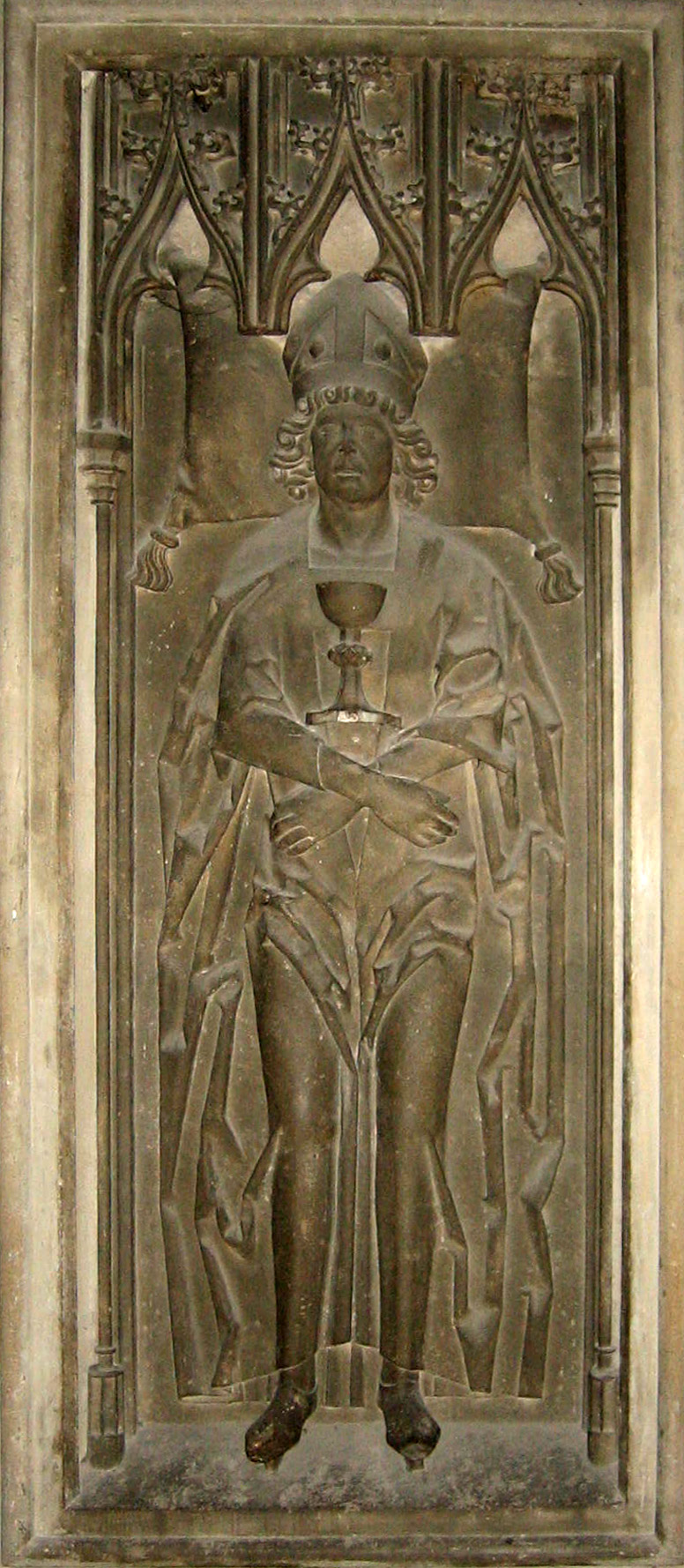
Lastra tombale di Bernhard von Breidenbach davanti alla Cappella del Gottardo del Duomo di Magonza. L'iscrizione sulla tomba recita: Anno MCCCCLXXXXVII. il V. Mensis Maji obiit Reverendus Pater D. Bernhardus de Breidenbach S. Apostolicæ sedis Pronotarius ac hujus ecclesiæ Decanus CARIP

Nel 1484 affrontò ulteriori viaggi, soprattutto in missione diplomatica. In maggio fu a Bad Ems con il Langravio Hermann IV d'Assia, arcivescovo di Colonia, e in settembre a Roma. Il nuovo arcivescovo di Magonza, Berthold von Henneberg, lo aveva inviato per partecipare all'incoronazione e al corteo dell'incoronazione del neoeletto papa Innocenzo VIII come rappresentante di Kurmainz. Breidenbach rimase fino a ottobre a Roma, dove procurò per la Confraternita Sebastian di Magonza un'indulgenza, conservata nell'odierno museo diocesano di Magonza. Tornato a Magonza, il 15 novembre 1484 venne nominato decano della cattedrale, ma continuò la sua attività di ciambellano.
In qualità di decano della cattedrale, Bernhard von Breidenbach occupava una posizione molto importante all'interno del clero di Magonza e apparteneva alla cerchia più stretta vicina all'arcivescovo elettore Berthold von Henneberg. Sicuramente appoggiò anche la censura dettata dall'arcivescovo il 4 gennaio 1486, nella quale si lamentava l'abuso che "viene effettuato con la stampa dell'arte divina". Soprattutto, si oppose a quella che considerava la traduzione inadeguata di opere canoniche dal greco e dal latino in volgare e ordinò che tali libri fossero esaminati da una commissione di censura.
Nel febbraio 1486 Breidenbach prese parte all'elezione di Massimiliano I. a Francoforte sul Meno e il 9 aprile 1486 alla sua incoronazione ad Aquisgrana, dove assistette l'arcivescovo Berthold. Una certa stanchezza divenne evidente nel 1491 quando abbandonò il suo ufficio del tesoro, cui aveva diritto a vita, e si recò a Roma per circa sei mesi. Tornato a Magonza, continuò a svolgere la sua attività politica e nel 1495 assistette alla grande Dieta di Worms.
Bernhard von Breidenbach morì il 5 maggio 1497 e fu sepolto nella Marienkapelle della cattedrale di Magonza. La sua semplice tomba si trova oggi all'ingresso della cappella Gottardo del Duomo di Magonza.
In quanto iniziatore ed editore di due opere così importanti per la storia della stampa e della cultura, come il suo diario di viaggio e il libro sulle erbe, doveva essere un uomo spiritualmente molto versatile e intraprendente. Probabilmente Bernhard von Breidenbach finanziò la stampa di tasca sua e quindi anche a proprio rischio, perché non c'era alcuna committenza della chiesa per argomenti laici, soprattutto in volgare. Quindi poteva solo fare affidamento sulle vendite per coprire i costi della stampa. Un documento stampato del 1489, secondo il quale Breidenbach partecipò allo sviluppo di sorgenti minerali vicino ad Assmannshausen nel Rheingau, denota un atteggiamento moderno e imprenditoriale. L'arcivescovo aveva permesso al decano della cattedrale e a un certo Heinz Sigler di Aschaffenburg di cercare le fonti a proprie spese. In caso di successo, metà dell'acqua sarebbe andata alla chiesa e l'altra metà ai due imprenditori.

## Edizioni
- Peregrinatio in terram sanctam, Mainz 1486 (versione digitalizzata)
- Andreas Klußmann, Bernhard von Breydenbach: Peregrinatio in terram sanctam. Prima edizione tedesca di Peter Schöffer, Mainz 1486. Facsimile, 159 fogli, numerose illustrazioni e panorami pieghevoli, Saarbrücken 2008, ISBN 978-3-937246-00-0.
- Isolde Mozer, Bernhard von Breydenbach: Peregrinatio in terram sanctam. Testo e traduzione dell'inizio del nuovo alto tedesco, de Gruyter, Berlino 2010, ISBN 978-3-11-020951-8 .  (Recensione)
- Bewehrtes Reisebuch deß heiligen Lands, oder, Eine gründliche Beschreibung aller Meer- und Bilgerfahrten zum heiligen Lande, so von vielen hohen, auch andern Stands Personen, zu Wasser und Land vorgenommen … Da auch weiters Die eigentliche Beschreibung deß gantzen heiligen Lands Palaestinae, sampt desselben Landschaften. (Google books.